# Luciobarbus lydianus
Luciobarbus lydianus är en fiskart som först beskrevs av Boulenger, 1896.  Luciobarbus lydianus ingår i släktet Luciobarbus och familjen karpfiskar. Inga underarter finns listade i Catalogue of Life.